# Palazzo Ducale (Villarosa)
Il palazzo ducale è situato a Villarosa, in Sicilia, presso piazza San Francesco.

## Storia e descrizione
Il palazzo ducale è stato costruito nel 1762 dai duchi Notarbartolo, disegnato da Giuseppe Venanzio Marvuglia. Esso fu la settecentesca residenza di campagna e di amministrazione del duca Placido Notarbartolo, fondatore di Villarosa.
All'interno del edificio antico è presente un quadro murale raffigurante il mezzo busto del Duca Placido Notarbartolo ed un affresco murale da Rosa Ciotti rappresentante Santa Rosalia.